# Czołowo-Kolonia
Czołowo-Kolonia – wieś w Polsce położona w województwie wielkopolskim, w powiecie kolskim, w gminie Koło.
W latach 1975–1998 miejscowość administracyjnie należała do województwa konińskiego.

## Informacje ogólne
Miejscowość leży 3 km na północ od Koła, przy drodze wojewódzkiej nr 270 do Włocławka. Wieś położona jest na skraju lasu.